# 7 pasos y medio
7 pasos y medio es una película dirigida por Lalo García y estrenada en 2009 en el Festival de Cine de Málaga. Galardonada con dos Biznagas no llegó a estrenarse en salas comerciales.

## Trama
Navegar, tener otra vida. Es el sueño de Abel. Luis, su amigo de juventud, aborrece su entorno familiar y profesional. El destino les ha ofrecido vidas muy distintas. El mismo destino les une pasados los años, y les brinda en forma de apuesta la oportunidad de dar un golpe de timón que cambie radicalmente su situación. Aprovechar o no la ocasión está en sus manos, pero entraña peligros que ninguno de los dos es capaz de prever.

## Reparto
- Ernesto Alterio como Abel
- Sancho Gracia como Antonio
- Íngrid Rubio como Elisa
- Pere Arquillué i Cortadella como Luis
- Tamara Arias como Gloria
- Alain Hernández
- Mabel Rivera
- Luís Villanueva
- Ivana Miño
- Christian Rodrigo como Chofer de Abel
- Javier Almeda
- Gloria Paula Cano
- Joaquín Gómez
- Juanma Garrido como José Luís
- Ferran Lahoz
- Pere Bosch como Arquitecto
- Sergio Bernal

## Reconocimientos
FESTIVAL DE CINE DE MÁLAGA 2009: 
Biznaga mejor banda sonora original a Joan Saura y Biznaga mejor actor de reparto a Sancho Gracia.